# Imbler
Imbler es una ciudad situada en el condado de Union, Oregón, Estados Unidos. Tiene una población estimada, a mediados de 2024, de 243 habitantes.

## Geografía
La localidad está ubicada en las coordenadas 45°27′44″N 117°57′47″O / 45.46222, -117.96306 (45.462114, -117.963193).

## Demografía
Según la estimación 2019-2023 de la Oficina del Censo, los ingresos medios de los hogares de la localidad son de $103 750 y los ingresos medios de las familias son de $121 250. Alrededor del 15.4% de la población está por debajo de la línea de pobreza.